# Peter Reid
Peter Reid (Lancashire, 20 de junho de 1956) é um ex-futebolista profissional e treinador inglês que atuava como volante.

## Carreira
Peter Reid fez parte do elenco da Seleção Inglesa de Futebol, da Copa de 1986.